# Zygmunt Dziarmaga-Działyński

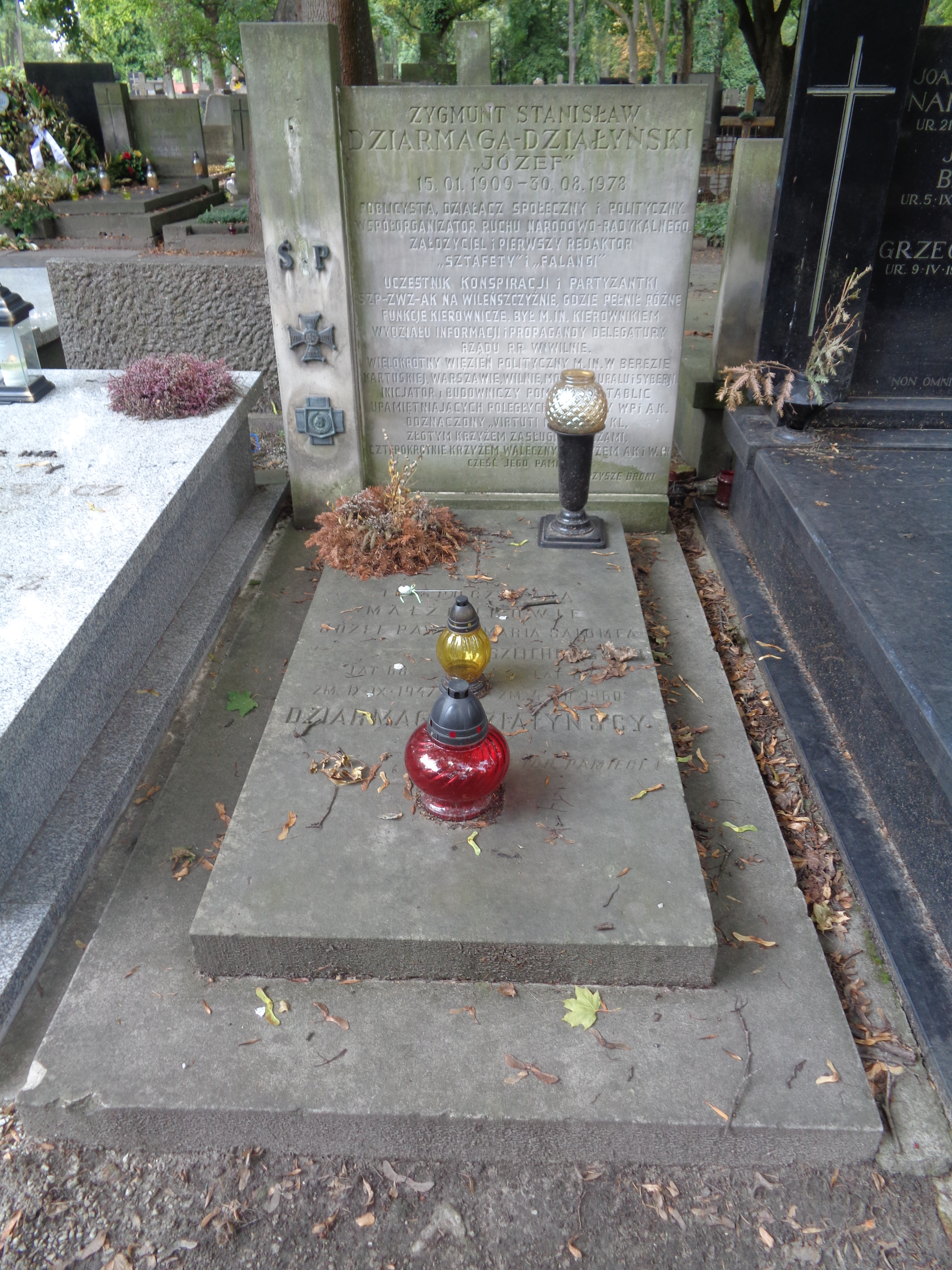
Grób Zygmunta Dziarmagi-Działyńskiego na cmentarzu Powązkowskim

Zygmunt Stanisław Dziarmaga-Działyński, Józef Działyński (ur. 15 stycznia 1909 w Pińczowie, zm. 30 sierpnia 1978 w Warszawie) – polski redaktor, publicysta i działacz polityczny związany z Obozem Narodowo-Radykalnym i Ruchem Narodowo-Radykalnym „Falanga”, redaktor „Sztafety” oraz „Podaj Dalej”, osadzony w Berezie Kartuskiej.

## Życiorys
Studiował historię na Uniwersytecie Warszawskim. W 1933 był założycielem i redaktorem odpowiedzialnym tygodnika „Sztafeta”, krytycznie nastawionego do zbyt ugodowego, zdaniem radykalnie usposobionych działaczy, stanowiska Stronnictwa Narodowego wobec sanacji, Żydów, masonerii i komunizmu. Pełnił tę funkcję do kwietnia 1934, kiedy to powstał ONR, a Sztafeta została przekształcona w dziennik. Kierował także bojówkami skrajnej prawicy działającymi pod nazwą Uczelnie Różne. Należał do członków ONR aresztowanych po zabójstwie Bronisława Pierackiego w czerwcu 1934 i osadzonych następnie w obozie w Berezie Kartuskiej. Przebywał w niej do października 1934. Pod koniec 1934 został redaktorem naczelnym innego pisma RNR „Podaj dalej –Chrześcijański Informator Ogłoszeniowy”. Od 1935 należał do władz RNR. W sierpniu 1935 postrzelił w rękę drukarza, który zdefraudował pieniądze przeznaczone na druk wydawnictw RNR. Został za ten czyn skazany 17 listopada 1936 na karę trzech lat pozbawienia wolności, ale ostatecznie zaliczono mu na poczet kary areszt i został zwolniony za kaucją 1000 zł.
Po wybuchu II wojny światowej zamieszkał w Wilnie. Według wspomnień Józefa Mackiewicza w okresie przynależności Wilna do Litwy (10/10/1939 - 15/06/1940) Zygmunt Dziarmaga kierował działem ekspedycji wydawanej tamże Gazety Codziennej a w czasie okupacji Wilna przez ZSRR (15/06/1940 - 22/06/1941) kierował kolportażem polskojęzycznej prasy na całej Litwie. Podobne zdanie wyrażała Barbara Toporska. 
Działał w Konfederacji Narodu, a po scaleniu w strukturach Armii Krajowej. Dowodził działającą w ramach Garnizonu AK Wilno strukturą o nazwie Pułk Pancerny im. Bolesława Chrobrego (o sile batalionu). Był członkiem Okręgowej Delegatury Rządu w Wilnie, w której kierował Wydziałem Informacji i Propagandy (od października 1943 do czerwca 1944). Używał wówczas nazwiska Józef Działyński.  Walczył w szeregach Uderzeniowych Batalionów Kadrowych. W 1944 roku aresztowany przez NKWD, trafił na Syberię. Wrócił do kraju w 1955 i używał od tego czasu nazwiska Dziarmaga-Działyński. Działał w celu konsolidacji środowiska kombatantów wileńskiego AK i UBK, korzystając ze struktur Stowarzyszenia „Pax” i ZBoWiD. Pochowany na cmentarzu Powązkowskim w Warszawie (kwatera 131-5-4).